# Metriorhynchus
Metriorhynchus é um gênero de crocodilos pré-históricos que, vivos, chegavam a pesar até 300 quilos.
Metriorynchus foi um crocodilo marinho que viveu no período Jurássico ao Cretáceo. Sua cauda movimentava-se de um lado para o outro para facilitar o seu nado. Possuía dedos com membranas formando remos para uma boa natação e mandíbulas com muitos dentes afiados para agarrar seu alimento. Sem a pesada couraça típica de outros crocodilianos, Metriorynchus foi bastante leve e flexível. Estirados às margens de um lago ou um rio, eles capturavam os peixes que passavam por perto ou emboscavam grandes criaturas como aperitivo. Na era dos dinossauros, quando o clima em todos os lugares era quente, o Metriorynchus se espalhou pelo mundo afora. Alguns se adaptaram a viver na terra e outros continuaram suas vidas no mar. Estes grandes carnívoros deveriam ir às vezes para a praia desovar e se esquentar no calor do sol.